# 越戸町 (豊田市)
越戸町（こしどちょう）は、愛知県豊田市の地名。

## 地理

### 河川・池沼
- 矢作川

## 歴史

### 人口の変遷
国勢調査による人口および世帯数の推移。
| 1995年（平成7年）  | 548世帯 1921人  |  |
| 2000年（平成12年） | 549世帯 1768人  |  |
| 2005年（平成17年） | 816世帯 2345人  |  |
| 2010年（平成22年） | 949世帯 2619人  |  |
| 2015年（平成27年） | 1011世帯 2775人 |  |
| 2020年（令和2年）  | 1052世帯 2774人 |  |

### 沿革
- 江戸時代 - 三河国加茂郡の越戸村として所在[1]。
- 1878年（明治11年） - 西加茂郡越戸村となる[2]。
- 1889年（明治22年） - 上郷村大字越戸となる[2]。
- 1906年（明治39年） - 猿投村大字越戸となる[2]。
- 大正3年（大正3年） - 当地と名古屋、挙母を結ぶ尾三自動車のバス路線が営業を開始する[2]。
- 1917年（大正6年） - 額田銀行越戸派出所が開設される[2]。
- 1926年（昭和元年） - 三河水力電気越戸発電所が設置[2]。
- 1928年（昭和3年） - 三河鉄道により西中金までの鉄道が開通[2]。
- 1953年（昭和28年） - 猿投町大字越戸となる[2]。
- 1967年（昭和42年） - 豊田市大字越戸となる[2]。
- 1970年（昭和45年） - 大字越戸が平戸橋町・越戸町・花本町・荒井町・井上町・青木町にそれぞれ編入され、消滅[2]。越戸町は大字越戸の一部により成立[2]。

## 交通
- 国道153号
- 愛知県道346号越戸停車場線
- 名鉄三河線越戸駅

## 施設
- 尺口公園
- 下越戸公園
- 下越戸児童遊園
- 越戸こども園
- 灰宝神社
- 観音院
- 石神大明神
- 丸加醸造場
- 小笹古墳

### WEB
1. ↑  “愛知県豊田市の町丁・字一覧”.   人口統計ラボ. 2024年2月26日閲覧。
2. 1 2  総務省統計局 (2022年2月10日). “令和2年国勢調査の調査結果(e-Stat) - 男女別人口，外国人人口及び世帯数－町丁・字等” (CSV). 2023年8月2日閲覧。
3. ↑  “読み仮名データの促音・拗音を小書きで表記するもの(zip形式) 愛知県” (zip).   日本郵便 (2024年2月29日). 2024年3月26日閲覧。
4. ↑  “市外局番の一覧” (PDF).   総務省 (2022年3月1日). 2022年3月22日閲覧。
5. ↑  “ナンバープレートについて”.   一般社団法人愛知県自動車会議所. 2024年1月21日閲覧。
6. ↑  総務省統計局 (2014年3月28日). “平成7年国勢調査の調査結果(e-Stat) - 男女別人口及び世帯数 －町丁・字等” (CSV). 2021年7月20日閲覧。
7. ↑  総務省統計局 (2014年5月30日). “平成12年国勢調査の調査結果(e-Stat) - 男女別人口及び世帯数 －町丁・字等” (CSV). 2021年7月20日閲覧。
8. ↑  総務省統計局 (2014年6月27日). “平成17年国勢調査の調査結果(e-Stat) - 男女別人口及び世帯数 －町丁・字等” (CSV). 2021年7月21日閲覧。
9. ↑  総務省統計局 (2012年1月20日). “平成22年国勢調査の調査結果(e-Stat) - 男女別人口及び世帯数 －町丁・字等” (CSV). 2021年7月21日閲覧。
10. ↑  総務省統計局 (2017年1月27日). “平成27年国勢調査の調査結果(e-Stat) - 男女別人口及び世帯数 －町丁・字等” (CSV). 2021年7月21日閲覧。

### 書籍
1. ↑  「角川日本地名大辞典」編纂委員会 1989, p. 554.
2. 1 2 3 4 5 6 7 8 9 10 11  「角川日本地名大辞典」編纂委員会 1989, p. 555.